# 南越木岩町
南越木岩町（みなみこしきいわちょう）は、兵庫県西宮市にある町丁。郵便番号は662-0075。

## 地理
東・北は石刎町、西は菊谷町、南は松生町と隣接している。

## 交通

### 鉄道
鉄道は走っていない。東隣石刎町にある阪急苦楽園口駅が最寄。

### バス
夙川駅前の停留所は当町内にある。
| 路線名   | 業者     | 起点   | 町内の停留所                   | 終点   | 備考      |
| -------- | -------- | ------ | ------------------------------ | ------ | --------- |
| 鷲林寺線 | 阪神バス | (環状) | (松風町)-苦楽園口-(久出ケ谷町) | (環状) | 2往復のみ |

## 校区
出典:
| 区域 | 小学校       | 中学校       |
| ---- | ------------ | ------------ |
| 全域 | 北夙川小学校 | 苦楽園中学校 |

## 施設
- いかり 夙川店